# MAESTRO
『MAESTRO』（マエストロ）は、1993年10月から1994年3月までフジテレビの深夜番組放送枠『音楽美学 JOCX-MIDNIGHT』で放送された30分のクラシック音楽紹介番組である。西村雅彦の初めてのテレビ主演作品である。

## 主な出演者
- 西村雅彦：マエストロ
- 小木茂光：コンサートマスター

## スタッフ
- 企画：石原隆 (フジテレビ)
- プロデュース：船津浩一
- 演出：星護、本広克行、舞原賢三
- 制作：フジテレビ、共同テレビ

## 番組のスタイル
- 基本的にドラマ仕立てであるが、NHK『名曲アルバム』のように音楽と字幕による楽曲解説で間を持たせる部分もあり、ドラマ性の濃淡は回により演出家により異なる。
- 西村扮するマエストロのキャラクターも、回によって「硬派・気難しい」から「軟派・ミーハー」まで様々な設定が混在していた。一方で、小木扮するコンサートマスターは常に冷静沈着なキャラクター設定であった。
- 場面設定としてはオーケストラのリハーサルシーンが最も多い。ただ、リハーサルでありながらマエストロもオーケストラ団員も正装しているなど、現実味に欠ける面もあった。

## 取り上げられた作曲家と主な内容
- マーラー - 9つの交響曲に共通するテーマなど、マエストロの一人語り。
- ベルリオーズ - マエストロのある団員への感情と幻想交響曲に込められた物語。
- チャイコフスキー - 彼の死にまつわる謎について、マエストロの友人との対話。
- ビゼー - 「カルメン」役のソプラノが楽屋から出てこない。楽屋入口での攻防。
- ブルックナー - ブルックナーの演奏に必要なのは体力か、精神力か。ホルン奏者（松重豊）とコンサートマスターのせめぎ合い。
- リスト
- ドビュッシー - マエストロがフランス音楽のエスプリを知るまでの格闘。
- メンデルスゾーン - メンデルスゾーンに関する噂話を自分への悪口と誤解するマエストロ。
- プッチーニ - 彼の生涯を紹介する番組にマエストロが主演したが、オンエアを観て落胆する。
- ストラヴィンスキー - 妖艶な女性プロデューサーとマエストロの危険な遊び。
- ブラームス - 早稲田大学交響楽団（指揮：岩村力）のリハーサル（交響曲第1番）をマエストロが実況解説。
- サティ - マエストロのファンであった二人の女子高校生との出会いと悲しい想い出。
- ラフマニノフ - 彼の生涯や作品をテーマに番組を作ることになり、各スタッフが好き勝手に番組を妄想する。
- ドヴォルザーク - マエストロの生い立ち（父親役と新入りヴィオラ奏者の二役：山本圭壱）
- シューベルト - 深夜のコンサートホールに現れた謎の子供の人影。ホラー風仕立て。
- ラヴェル - 「ボレロ」を指揮することになったマエストロ。見どころ紹介の後、全曲演奏（楽器紹介付き）。
- ワーグナー - 自らをワーグナーだと称し暴走するマエストロが、オーケストラ団員からの求心力を失ってしまう。
- リヒャルト・シュトラウス - 彼の生涯と作品をマエストロが紹介する番組ロケ。
- ヴェルディ - 「乾杯の歌」を歌うはずのテノール歌手が来ない。リハーサルは続く。
- モーツァルト - マエストロと父。モーツァルトの父子関係にもなぞらえての、父と子の肖像。
- ベートーヴェン - 自伝執筆中のマエストロ、団員の自分への評価をふと耳にし、自信を失っていく。
- 特別編：マエストロ・スペチアーレ - 「指揮者」がテーマ。年老いたマエストロとコンサートマスターが、若い頃にオーケストラの手痛い洗礼を受けたことなどを回想する。

## その他
- フェデリコ・フェリーニ監督の「オーケストラ・リハーサル」に着想を得て企画された番組である。
- 1～11・13・14話の演出を本広克行がつとめていた。
- 「ラヴェル」の回（演出：本広克行）の前半部分は、パトリス・ルコント監督の「ボレロ（Le batteur du Boléro）」のアイディアに類似している（スネアドラムのリズムだけをBGMに、『オーケストラ奏者がボレロを好きではない理由』を列挙していく点など）。後半は、マエストロが実際にオーケストラを指揮して「ボレロ」を全曲ノーカットで演奏した。また、これはのちに映画『交渉人 真下正義』の中で、西村扮する「10年ぶりに凱旋帰国した伝説の指揮者『前主十路（まえぬし かずみち）』」が演奏会でボレロを（全曲）指揮する、という形で再現された。
- 番組中に流されるクラシックには、曲の紹介と同時に音源（指揮/オーケストラ等）が明示されており、演奏者としてオーケストラが出演するシーンは早稲田大学交響楽団が担当した。
- ロケ地は、初期は江戸川総合文化センター、中期以降はパルテノン多摩およびその周辺が多い。
- 番組終了後の1994年、東芝EMIから当番組をベースとした企画による「マエストロ・クラシック」というコンピレーションCDシリーズが発売された（現在廃盤）。